# Fougerus
Le Fougerus est un fromage français de type brie (à pâte molle et à croûte fleurie) qui ressemble à un coulommiers.
Il est créé en 1957 par le fromager Rouzaire pour faire écho au fromage de Chevru, quasiment disparu depuis.
Le fromage tire son nom de son habit de fougère. Il forme un rond de 13 cm de diamètre et d'environ 4 cm d'épaisseur et pèse environ 750 grammes.

## Sources
1. ↑  « Le Fougerus - Définition et recettes de "Le Fougerus" - Supertoinette », sur supertoinette.com (consulté le 28 septembre 2020).
2. 1 2 3  (en) « Fougerus », sur androuet.com (consulté le 25 février 2021).
3. ↑  « Portrait de fromage : le Fougerus », sur Les produits laitiers, 1er février 2013 (consulté le 28 septembre 2020).